# Not Myself Tonight
Not Myself Tonight is een single van de Amerikaanse zangeres Christina Aguilera, afkomstig van haar album Bionic (2010). Het is tevens de leadsingle van dat album. Het nummer kwam op 29 maart uit.

## Richtlijnen
Op 23 maart 2010 werd op de officiële website van Aguilera aangekondigd dat "Not Myself Tonight" de eerste single van het album zal worden. Op deze site heeft ze ook de singlehoes vrijgegeven. Aguilera draagt een leren/latex outfit. Duivelhoorns en een duivelstaart zijn op de foto aangebracht..

## Hitnotering
| "Not Myself Tonight" in de Nederlandse Top 40 - binnen: 17-04-2010 | "Not Myself Tonight" in de Nederlandse Top 40 - binnen: 17-04-2010 | "Not Myself Tonight" in de Nederlandse Top 40 - binnen: 17-04-2010 | "Not Myself Tonight" in de Nederlandse Top 40 - binnen: 17-04-2010 | "Not Myself Tonight" in de Nederlandse Top 40 - binnen: 17-04-2010 | "Not Myself Tonight" in de Nederlandse Top 40 - binnen: 17-04-2010 | "Not Myself Tonight" in de Nederlandse Top 40 - binnen: 17-04-2010 | "Not Myself Tonight" in de Nederlandse Top 40 - binnen: 17-04-2010 | "Not Myself Tonight" in de Nederlandse Top 40 - binnen: 17-04-2010 |
| Week                                                               | 1                                                                  | 2                                                                  | 3                                                                  | 4                                                                  | 5                                                                  | 6                                                                  | 7                                                                  |                                                                    |
| ------------------------------------------------------------------ | ------------------------------------------------------------------ | ------------------------------------------------------------------ | ------------------------------------------------------------------ | ------------------------------------------------------------------ | ------------------------------------------------------------------ | ------------------------------------------------------------------ | ------------------------------------------------------------------ | ------------------------------------------------------------------ |
| Nummer                                                             | 33                                                                 | 24                                                                 | 18                                                                 | 22                                                                 | 32                                                                 | 30                                                                 | 38                                                                 | uit                                                                |

| "Not Myself Tonight" in de Nederlandse Single Top 100 Binnen: 17-04-2010 | "Not Myself Tonight" in de Nederlandse Single Top 100 Binnen: 17-04-2010 | "Not Myself Tonight" in de Nederlandse Single Top 100 Binnen: 17-04-2010 | "Not Myself Tonight" in de Nederlandse Single Top 100 Binnen: 17-04-2010 | "Not Myself Tonight" in de Nederlandse Single Top 100 Binnen: 17-04-2010 | "Not Myself Tonight" in de Nederlandse Single Top 100 Binnen: 17-04-2010 | "Not Myself Tonight" in de Nederlandse Single Top 100 Binnen: 17-04-2010 | "Not Myself Tonight" in de Nederlandse Single Top 100 Binnen: 17-04-2010 | "Not Myself Tonight" in de Nederlandse Single Top 100 Binnen: 17-04-2010 |
| Week                                                                     | 1                                                                        | 2                                                                        | 3                                                                        | 4                                                                        | 5                                                                        | 6                                                                        | 7                                                                        |                                                                          |
| ------------------------------------------------------------------------ | ------------------------------------------------------------------------ | ------------------------------------------------------------------------ | ------------------------------------------------------------------------ | ------------------------------------------------------------------------ | ------------------------------------------------------------------------ | ------------------------------------------------------------------------ | ------------------------------------------------------------------------ | ------------------------------------------------------------------------ |
| Nummer                                                                   | 60                                                                       | 32                                                                       | 52                                                                       | 71                                                                       | 75                                                                       | 87                                                                       | 84                                                                       | uit                                                                      |

| "Not Myself Tonight" in de Vlaamse Ultratop 50 - binnen 24-04-2010 | "Not Myself Tonight" in de Vlaamse Ultratop 50 - binnen 24-04-2010 | "Not Myself Tonight" in de Vlaamse Ultratop 50 - binnen 24-04-2010 | "Not Myself Tonight" in de Vlaamse Ultratop 50 - binnen 24-04-2010 | "Not Myself Tonight" in de Vlaamse Ultratop 50 - binnen 24-04-2010 | "Not Myself Tonight" in de Vlaamse Ultratop 50 - binnen 24-04-2010 | "Not Myself Tonight" in de Vlaamse Ultratop 50 - binnen 24-04-2010 | "Not Myself Tonight" in de Vlaamse Ultratop 50 - binnen 24-04-2010 | "Not Myself Tonight" in de Vlaamse Ultratop 50 - binnen 24-04-2010 | "Not Myself Tonight" in de Vlaamse Ultratop 50 - binnen 24-04-2010 | "Not Myself Tonight" in de Vlaamse Ultratop 50 - binnen 24-04-2010 | "Not Myself Tonight" in de Vlaamse Ultratop 50 - binnen 24-04-2010 | "Not Myself Tonight" in de Vlaamse Ultratop 50 - binnen 24-04-2010 | "Not Myself Tonight" in de Vlaamse Ultratop 50 - binnen 24-04-2010 | "Not Myself Tonight" in de Vlaamse Ultratop 50 - binnen 24-04-2010 | "Not Myself Tonight" in de Vlaamse Ultratop 50 - binnen 24-04-2010 |
| Week                                                               | 1                                                                  | 2                                                                  | 3                                                                  | 4                                                                  | 5                                                                  | 6                                                                  | 7                                                                  | 8                                                                  | 9                                                                  | 10                                                                 | 11                                                                 | 12                                                                 | 13                                                                 | 14                                                                 | 15                                                                 |
| ------------------------------------------------------------------ | ------------------------------------------------------------------ | ------------------------------------------------------------------ | ------------------------------------------------------------------ | ------------------------------------------------------------------ | ------------------------------------------------------------------ | ------------------------------------------------------------------ | ------------------------------------------------------------------ | ------------------------------------------------------------------ | ------------------------------------------------------------------ | ------------------------------------------------------------------ | ------------------------------------------------------------------ | ------------------------------------------------------------------ | ------------------------------------------------------------------ | ------------------------------------------------------------------ | ------------------------------------------------------------------ |
| Nummer                                                             | 24                                                                 | 29                                                                 | 36                                                                 | 35                                                                 | 34                                                                 | 35                                                                 | 49                                                                 | 43                                                                 | 38                                                                 | uit                                                                |                                                                    |                                                                    |                                                                    |                                                                    |                                                                    |